# Poona Piagapo
Poona Piagapo é um município de  quarta classe de renda municipal (d) na província Lanao do Norte, nas Filipinas. De acordo com o censo de 1 de maio  de  2020 possui uma população de 29 183 pessoas e 5 082 domicílios.